# تورستن شميت (منافس ألعاب قوى)
تورستن شميت (بالألمانية: Torsten Schmidt)‏ هو منافس ألعاب قوى ألماني، ولد في 9 ديسمبر 1974 في روستوك في ألمانيا.

## وصلات خارجية
- تورستن شميت على موقع الاتحاد الدولي لألعاب القوى (الإنجليزية)
- تورستن شميت على موقع أوليمبيديا (الإنجليزية)